# Karterádos (Santorin)
Karterádos, en grec moderne : Καρτεράδος, est un village de l'île de Santorin, dème de Thíra, d'Égée-Méridionale, en Grèce.
Selon le recensement de 2011, la population du village s'élève à 1 238 habitants.